# لشکرکشی جزایر آدمیرالتی
لشکرکشی جزایر آدمیرالتی (انگلیسی: Admiralty Islands campaign) یکی از نبردهای جنگ اقیانوس آرام بود.